# Haruya Fujii
Haruya Fujii (jap. 藤井 陽也, Fujii Haruya; * 26. Dezember 2000 in der Präfektur Aichi) ist ein japanischer Fußballspieler. 

## Karriere
Haruya Fujii erlernte das Fußballspielen in der Jugendmannschaft von Nagoya Grampus. Hier unterschrieb er 2019 auch seinen ersten Profivertrag. Der Club aus Nagoya, einer Hafenstadt in der japanischen Präfektur Aichi auf Honshū, spielte in der höchsten Liga des Landes, der J1 League. Am 30. Oktober 2021 gewann er mit Nagoya den J. League Cup mit einem 2:0-Sieg im Finale gegen Cerezo Osaka. Ab der anschließenden Saison 2022 konnte er sich in der Mannschaft als Stammspieler in der Innenverteidigung durchsetzen; in der folgenden Saison 2023 stand er in allen Ligaspielen des Vereins in der Startaufstellung und verpasste lediglich zwei Partien im Pokal.
Im Januar 2024 wechselte er auf Leihbasis für ein halbes Jahr mit anschließender Kaufoption zum belgischen Erstligisten KV Kortrijk. In seiner ersten Saison bestritt er 12 von 17 möglichen Ligaspielen. Mitte Juni 2024 übte Kortrijk die Kaufoption aus und schloss mit Fujii einen Vertrag mit einer Laufzeit bis Sommer 2028 ab.

## Erfolge
Nagoya Grampus
- J.League Cup: 2021